# Acatán de las Piñas
Acatán de las Piñas är en ort i Mexiko.   Den ligger i kommunen Santiago Ixcuintla och delstaten Nayarit, i den centrala delen av landet, 700 km väster om huvudstaden Mexico City. Acatán de las Piñas ligger 143 meter över havet och antalet invånare är 228.
Terrängen runt Acatán de las Piñas är varierad. Runt Acatán de las Piñas är det ganska glesbefolkat, med 47 invånare per kvadratkilometer. Närmaste större samhälle är La Jarretadera, 9,4 km nordväst om Acatán de las Piñas. I omgivningarna runt Acatán de las Piñas växer i huvudsak lövfällande lövskog.